# Maison Neria
La maison Neria (en basque : Neria etchea) est une demeure historique située à Ciboure dans les Pyrénées-Atlantiques. Elle est inscrite auprès des monuments historiques depuis le 30 mai 1990.

## Présentation
Cette maison de style typiquement labourdin se trouve sur la colline de Bordagain qui domine Ciboure. Bâtie dans la première moitié du XVIIe siècle, elle a servi d'hôpital aux troupes de Wellington en 1813 et 1814. Le rez-de-chaussée a ensuite été utilisé comme chai à poissons puis, après la Seconde Guerre mondiale, comme manufacture de filets. 
Propriété de la commune, elle est inscrite auprès des monuments historiques depuis le 30 mai 1990, en ce qui concerne sa façade principale et sa toiture.
L'édifice d'architecture labourdine comprend trois étages. La façade nord présente un pignon ; elle est composée, à partir du premier étage, de pans de bois hourdés formant un léger encorbellement à chacun des niveaux. La porte primitive, à encadrement de pierres, s'ouvre sous un arc plein cintre.